# FIM-43 Redeye
FIM-43 Redeye eller Robotsystem 69 (RBS 69), är ett luftvärnsrobotsystem utvecklat i USA av General Dynamics. Robotsystemet användes tillsammans med en infraröd målsökare. Produktionen av systemet inleddes 1968 och avslutades i september 1969, under den perioden hade cirka 85.000 system byggts. Robotsystemet Redeye följdes av Redeye II, som senare blev FIM-92 Stinger, vilket även successivt under åren 1982–1995 ersatte FIM-43 Redeye. I Sverige var robotsystemet i bruk mellan åren 1970 och 1992.